# Kleine wortelhoutspanner
De kleine wortelhoutspanner (Electrophaes corylata) is een nachtvlinder uit de familie van de Geometridae, de spanners. De vlinder heeft een voorvleugellengte van 14 tot 16 millimeter. De soort overwintert in de strooisellaag als pop.

## Waardplanten
De kleine wortelhoutspanner heeft diverse struiken en loofbomen als waardplanten.

## Voorkomen in Nederland en België
De kleine wortelhoutspanner is in bossen op zandgronden van Nederland en België een gewone soort, en vliegt ook hier en daar in de duinen. De vliegtijd is van mei tot halverwege juli in één generatie.